# Prasocuris ohbayashii
Prasocuris ohbayashii es una especie de insecto coleóptero de la familia Chrysomelidae.
Fue descrita científicamente en 1985 por Sato.